# Яковлев, Евгений Никандрович
Евгений Никандрович Яковлев (1896 — 1934, Париж) — русский и перуанский археолог, этноорнитолог.

## Биография
Родился 28 июня 1896 года в Торжке в семье учителей-народников Никандра Егоровича Яковлева и Александры Тимофеевны Яворской.
После оконченного с отличием  Новоторжского реального училища  Евгений Никандрович поступил в Петровскую сельскохозяйственную академию в Москве.
Закончить учебу Яковлеву не удалось, с началом  Первой мировой войны он был призван в армию. Службу проходил в тыловых частях резервистом.
После Октябрьской революции 1917 года Евгений вступает в ряды Добровольческой армии, а в 1921 году с её остатками эмигрирует в Турцию. Проведя немного времени в Турции, он эмигрировал в США, с намерением выращивать фрукты в Калифорнии. По пути в США корабль зашёл в порт Лимы, и Евгений Яковлев принимает решение остаться в этой стране.
Вскоре после  прибытия в Лиму он стал сотрудничать с Национальным Музеем в должности заместителя директора музея и регулярно писать в  журнал «Revista del Museo Nacional» издаваемом Национальным музеем Перу. Сотрудничал с выдающимся перуанским археологом и антропологом доктором Хулио Сесаром Тельо.
В научной работе Евгению Никандровичу очень помогало знание пяти языков, что часто ставило его вне конкуренции среди перуанских коллег.
Закончил филологический факультет Университета Сан-Маркос, служил в Археологическом музее в Лиме.
Скончался 12 декабря 1934 года в Лиме. 

## Научная деятельность
В период работы в Национальном Музее занимался исследованиями доколумбовой перувианской керамики. Названия статей говорят об эрудиции и разносторонних интересах учёного: «Стриж в декоративном искусстве цивилизации Наска», «Примитивное божество племени Наска», «Украшения из перьев у древних перуанцев».
Был очень способным художником, нарисовавшим сотни рисунков по мотивам коллекции в Национальном Музее в Лиме. Помимо увлечения археологией, Яковлева называли ещё и этноорнитологом – учёный изучал птиц в природе и сопоставлял их со стилизованным изображениями на древней керамике. В статье «Хищные птицы в искусстве и поверьях древних перуанцев» Евгений Яковлев не только определил виды хищных птиц по их изображениям в скульптуре и живописи, но и интерпретировал их культурологическое значение. Для этого он проштудировал все литературные источники по описанию Перу XVI – XVII вв. Статья была опубликована в 1932 году, и в ней Евгений Яковлев изложил результаты подробного исследования изображений как реально существующих, так и мифологических птиц во всех доколумбовых обществах Перу, включая культуры Чавин, Наска, Паракас, Мочика, Уари и Инка.
Яковлев публиковал научные статьи  с 1931 по 1934 год, последняя совместная работа вышла уже после его смерти — в 1935 году. Публикации  Яковлева продолжают использоваться археологами и орнитологами.

## Память
В южной части Лимы, на пересечении улиц Шопена и Листа находится площадь, названная именем Евгения Никандровича Яковлева.